# Raman Yaliotnau
Raman Yaliotnau, né le 27 mai 1993 à Tchavoussy, est un biathlète biélorusse.

## Carrière
Participant aux Championnats du monde junior depuis 2012, il décroche son premier titre international aux Championnats d'Europe junior 2014, où il gagne le sprint.
Il fait ses débuts en Coupe du monde en 2015 à Oberhof. Lors de la manche d'ouverture de la saison 2015-2016, il obtient son meilleur résultat avec une 15e place au sprint d'Östersund.
Il prend part aux Jeux olympiques d'hiver de 2018, où il est notamment 52e de l'individuel, 71e du sprint et 8e du relais.
En 2019, il gagne une médaille de bronze au relais mixte sur les Championnats d'Europe disputés à Minsk, en Biélorussie.

## Palmarès

### Jeux olympiques d'hiver
| Épreuve / Édition                | Individuel | Sprint | Poursuite | Départ en masse | Relais | Relais mixte |
| Jeux olympiques 2018 Pyeongchang | 52e        | 71e    | —         | —               | 8e     | —            |

 : épreuve inexistante lors de cette édition.

### Championnats du monde
| Épreuve / Édition                | Individuel | Sprint | Poursuite | Départ en masse | Relais | Relais mixte | Relais mixte simple              |
| Mondiaux 2016 Oslo               | 61e        | 74e    | —         | —               | —      | —            | Épreuve inexistante à cette date |
| Mondiaux 2017 Hochfilzen         | 61e        | 92e    | —         | —               | —      | —            | Épreuve inexistante à cette date |
| Mondiaux 2019 Östersund          | 33e        | 69e    | —         | —               | 10e    | —            | —                                |
| Mondiaux 2020 Antholz-Anterselva | 53e        | 32e    | 42e       | —               | 9e     | —            | —                                |

Légende :

 : épreuve inexistante à cette date

— : Yaliotnau n'a pas participé à cette épreuve

### Coupe du monde
- Meilleur classement général : 42e en 2020.
- Meilleur résultat individuel : 10e.

#### Classements en Coupe du monde
| Saison    | Classement général final | Individuel | Sprint | Poursuite | Mass start |
| 2014-2015 | nc                       |            | nc     |           |            |
| 2015-2016 | 65e                      | nc         | 52e    | nc        |            |
| 2016-2017 | 94e                      | nc         | 79e    | nc        |            |
| 2017-2018 | 81e                      | nc         | 72e    | nc        |            |
| 2018-2019 | 61e                      | 63e        | 63e    | 53e       |            |
| 2019-2020 | 42e                      | nc         | 29e    | 57e       | 37e        |
| 2020-2021 | 56e                      | nc         | 46e    | 53e       |            |
| 2021-2022 | 79e                      | nc         | 63e    | 74e       |            |

### Championnats d'Europe
- Médaille de bronze du relais mixte en 2019.

### Championnats d'Europe junior
- Médaille d'or du sprint en 2014.